# 夏尔·莫里斯·德塔列朗-佩里戈尔
夏爾·莫里斯·德塔列朗-佩里戈爾 （法語：Charles Maurice de Talleyrand-Périgord，法語發音：[ʃaʁl mɔʁis də tal(ɛ)ʁɑ̃ peʁiɡɔʁ, – moʁ-]；1754年2月2日—1838年5月17日），法國主教、政治家和外交家，出身於古老的貴族家庭。1806年受封为贝内文托亲王 (prince de Bénévent) ， 然後于1814年受封為塔列朗亲王。由於腿部殘疾，他无法顺利地如家族所愿進行軍事生涯，因此轉而學習神學。1780年，他成為法国教会普世代表。在數屆法國政府中，他皆擔任过高階職務，通常是外交部大臣或一些其他外交要職。他的職業生涯跨越法蘭西王國波旁王朝、第一共和國、拿破崙帝國、波旁復辟和奧爾良王朝時期。通常，塔列朗的上級都不信任他，但是拿破侖認為塔列朗是個十分能幹的外交官。「塔列朗式」已經成為一種玩世不恭、狡猾的外交態度之代名詞。
他是拿破崙时期的首席外交官。尽管當時法國的軍事勝利让法國成為一個強大、橫跨歐洲的大一統帝國，不过塔列朗的主要任務仍然是為法國尋求和平，以此鞏固法蘭西的國際利益。1801年，他成功地與奧地利簽訂呂內維爾條約，並在1802年與英格蘭签订亞眠和約獲得和平。但是他沒能阻止1803年的战火重燃。在1805年，他反對拿破崙再度與奧地利、普魯士和俄國開戰，并因此於1807年8月辭去外交大臣的职务，但拿破崙依然十分倚靠他，然而此时的塔列朗却隱秘勾连俄國沙皇亞歷山大和奧地利首相梅特涅，试图暗中破壞拿破仑的計劃。塔列朗尋求通過談判實現和平，意圖延續法國所獲得的成果。拿破崙拒絕和平，當他在1814年垮臺後，塔列朗基於正統性原則支持波旁王朝復辟。1814年至1815年，當拿破崙的征服失敗後，塔列朗在維也納會議也扮演了重要角色，談判谋求有利於法國的解決方案。
學術界對塔列朗的評價高度兩極分化。有人認為他是歐洲歷史上最多才多藝，成熟和有影響力的外交官之一；另一部分人則認為他是叛徒，依次背叛了舊制度、法國大革命、拿破崙和復辟的波旁王朝。

## 早年生活
1754年2月2日，塔列朗在巴黎出生於一個古老的貴族家族——塔列朗-佩里戈爾家族。他的父親丹尼爾·德塔列朗-佩里戈爾伯爵時年二十。他的母親也是出生於古老貴族（達馬斯家族）的亞歷山大·德·達馬斯·当蒂尼（Alexandrine de Damas d'Antigny)。他的父母都在宮內任职，但是因為兩人都不是各自家族的长子，所以並沒有除俸祿外的其他收入。從童年开始，塔列朗只能一瘸一拐的行走。根据他在回憶錄中所述，這個在他四岁时由意外导致的残障使他無法進入預期的軍事生涯，並在后来给他带来了 「瘸腿魔鬼」的外号( ) 等綽號 。  然而， 依據埃马纽埃尔·德·瓦雷基耶尔最近的研究表明，他的跛行其實是近親通婚导致的先天遺傳疾病。
塔列朗的父親和他另一個叔叔加布里埃尔-马里·德·塔列朗-佩里戈尔有和他相同的殘障，但他们都在軍隊中度过了漫長的職業生涯，并且晉升到中將銜。塔列朗的哥哥早夭，可是家族會議判斷他的身體狀況不適合傳統軍事生涯，因此剝奪了塔列朗的長子繼承權。他们讓塔列朗進入教會，以期繼承他的叔叔亚历山大·安热利克·德·塔列朗-佩里戈尔的蘭斯大主教職，這是法國天主教會中油水最多的職位。 塔列朗的家族雖然悠久顯赫，但是不是非常富裕，因此蘭斯大主教一職所帶來的收入意义重大。
塔列朗先後就讀聖路易公立中學和聖敘爾比斯神學院。 后来在索邦大學學習神學到21岁。1779年，他被任命為神甫。
1780年，他成為法国教会普世代表並成為法蘭西皇室的天主教教會代表。在這個重要的位置上，直到1785年，他都在持续协助草擬法國教會普世財產的清單。他为「教會的不可剝奪的權利」辯護，儘管後來他否認了这一主张。1789年，在塔列朗的父親和家族的影響下，他被任命為歐坦教區主教。后来在大革命中，他明确表示了他对宗教的懷疑，並絕棄了所有天主教會正統的慣例。1801年，教宗庇護七世將塔列朗解除聖職，这一举动在当时教会中极为罕见。

## 法國大革命
他被任命為歐坦教區的主教後不久，塔列朗作为第一級的神職人員代表出席1789年法國三級會議。在法國大革命期間，塔列朗堅決支持革命者的反教權主義。在教會專用財產議題，他協助米拉波。他參與撰寫人權和公民權宣言和提出使教會國有化的教士的公民組織法，並成為最先四位宣誓效忠國家憲法的主教。1790年7月14日，攻占巴士底獄周年紀念日，愛國黨在巴黎戰神廣場舉行盛大的全國結盟節大會，由塔列朗主持夏至聯合會的彌撒。儘管他本人辭去主教，1791年教宗庇護六世還是將他逐出教會。值得注意的是，他以全部的精神準備了一份216頁的公開說明報告，提出通過地方，地區和部門學校建構金字塔型結構，推動啟蒙時代的公共教育，有部分建議後來被採用。

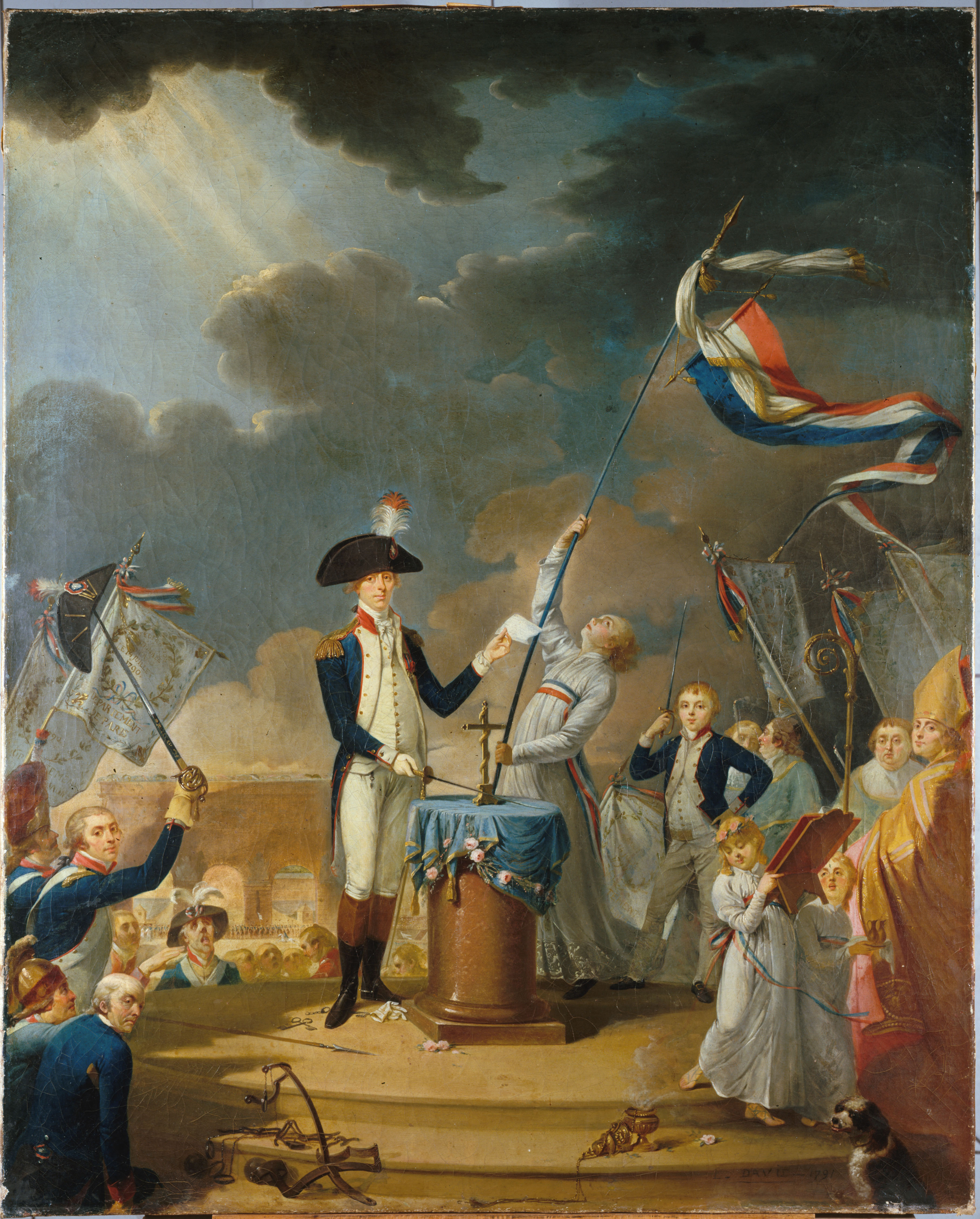
1790年7月14日拉法耶特侯爵在夏至聯合會宣誓，在最右邊可以看到歐坦主教塔列朗。18世紀法國學校，不知名畫家繪作。卡納瓦雷博物館。

1792年，他兩度被非正式地派遣到不列顛以避免戰爭發生。除了在法國革命戰爭1792年戰役初期宣布的中立外，他的任務以失敗告終。8月10日，沒有國王批准進入巴黎的馬賽民兵，叛亂的巴黎國民警衛隊，民兵和無套褲漢領頭成功突擊攻入杜伊勒里宫推翻了君主制，稱之為八月十日事件。9月2日，凡爾登被包圍的消息傳道巴黎後，巴黎民眾擔心監獄中的保王黨和拒絕宣誓的教士進行報復，闖入監獄私刑處死了一千多名犯人，史稱九月屠殺。九月屠殺發生後，他離開巴黎前往英格蘭，但不算是叛逃。1792年12月，國民公會對他發出逮捕通輯令於。1794年3月，小威廉·皮特的驅逐令，他被迫離開英格蘭。然後，他去了中立的美利堅合眾國，1796年回到法蘭西前他一直在那裡。在這段停留期間，他作為銀行代理，從事商品交易及房地產投機買賣以支應他自己。他是阿龍·伯爾紐約家的客人，並與住在市場街的泰奧菲勒·卡泽诺夫合作。塔因為塔列朗與亞歷山大·漢密爾頓是朋友，而伯爾在決鬥槍殺了漢密爾頓，多年後塔列朗拒絕和以前一樣的慷慨對待伯爾。
熱月政變後，他動員自己的朋友（最著名人士神甫马夏尔·博里·德勒诺德和热尔梅娜·德·斯塔尔）為了他的回國遊說國民公會，然後是新成立的督政府。之後，他的名字從流亡者名單中被刪去，1796年9月25日他返回法國。1797年，他成為外交大臣。他在XYZ事件背後索取賄賂而升級成了1798年至1799年間美法沒有宣戰的海戰。1796年至1797年，拿破崙在法國革命戰爭的意大利戰役，使塔列朗看見可能的政治生涯。他給拿破崙寫了很多信，兩人成為親密盟友。塔列朗反對消滅威尼斯共和國，當與奧地利達成和平協議時，威尼斯給了奧地利，他恭維拿破崙，可能是因為他想加強與拿破崙的聯盟。

## 執政府

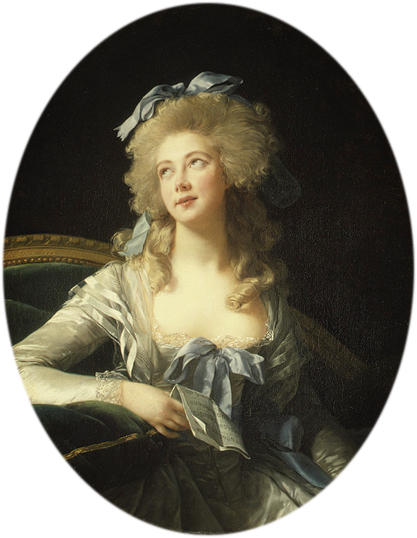
1783年 由伊莉莎白·維傑·勒布倫所繪的卡特琳·格朗夫人畫像, 現存大都會藝術博物館

1797年7月至1799年7月任法國督政府的外交部長。1799年，他與拿破崙的弟弟呂西安·波拿巴一起協助發動霧月18日的政變，拿破崙的軍隊解散議會，推翻督政府，建立執政府政府。之後，拿破崙任命他做外交部長，但是，他的外交政策很少與拿破崙達成一致。1801年簽訂教務專約後，也廢除了教士的公民組織法，羅馬教皇庇護七世也解除了對塔列朗的破門律。1802年塔列朗推動簽訂了亞眠和約，希望此後為拿破崙帶來和平，因為他認為拿破崙的擴張已經到達極限。
塔列朗全面主導德意志地區天主教會世俗化運動。雖然1797年坎波福爾米奧條約在文件上，剝奪了德意志王公主教們在萊茵河左岸的土地，但直到1801年的呂內維爾條約簽訂後，才被執行。法蘭西吞併這些土地，導致以後世俗諸侯接受萊茵河右岸的前教會領土，是有正當性的。由於許多世俗王公們以賄賂塔列朗，來確保獲得最大量被沒收的教產，塔列朗變得非常富有。他在主導世俗化過程中，獲得德意志王公超過了一千二百萬金法郎的賄賂。這是解構神聖羅馬帝國的第一次的重擊 。
1802年9月，拿破崙插手塔列朗的婚姻，強迫塔列朗和他的長期情婦卡特琳·格朗結婚。
1803年5月，在拿破崙的催促下，塔列朗買下了瓦朗赛城堡，1808-1813年拿破崙入侵西班牙之後其成為西班牙皇室的囚牢。

## 法蘭西帝國

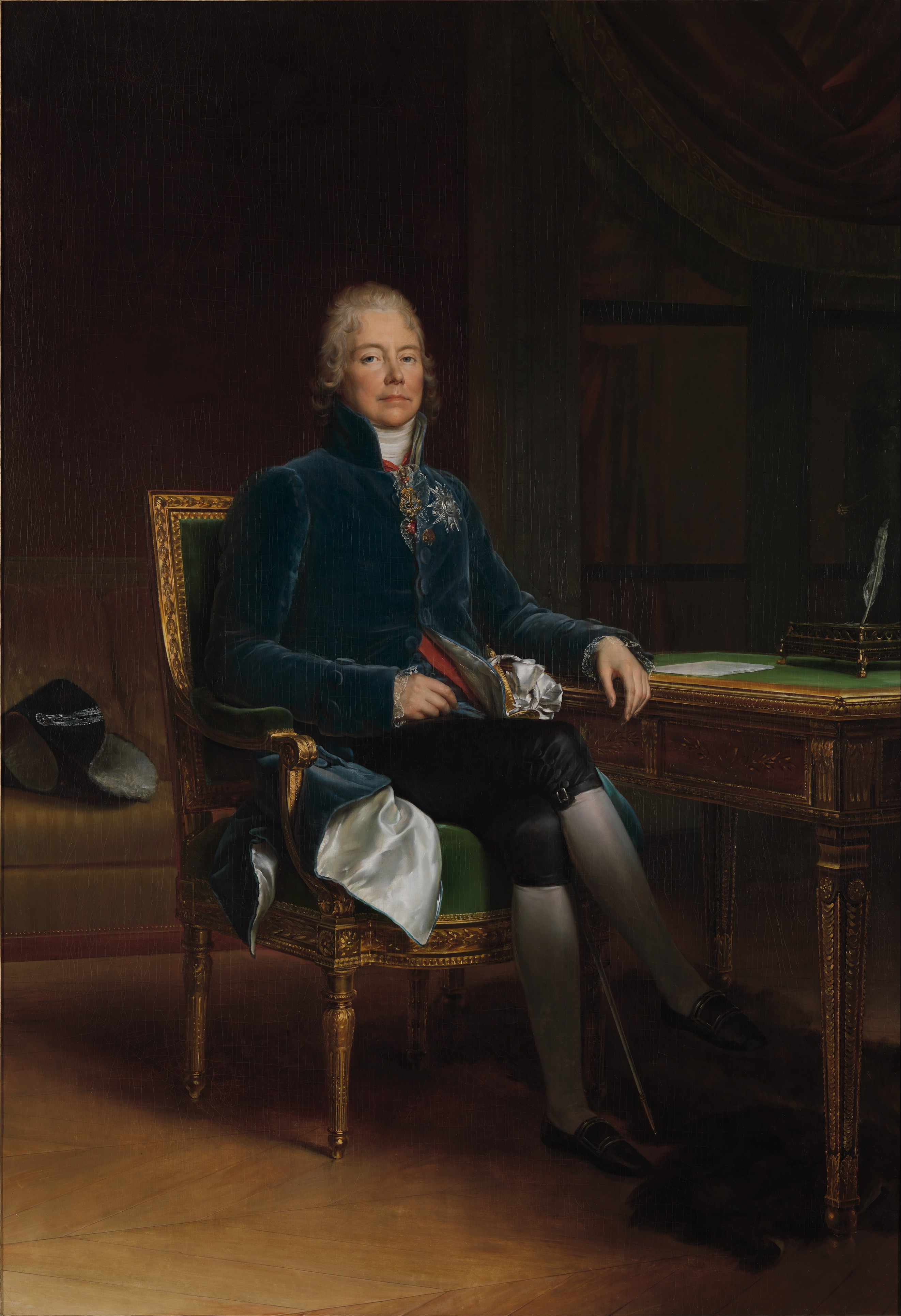
1808年弗朗索瓦·热拉尔繪製的塔列朗的畫像。

1804至1807年任拿破崙的帝國外交大臣。1804年5月，拿破崙賜予他法蘭西第一帝國宮廷侍衛長的頭銜。期间塔列朗曾参与绑架昂吉安公爵路易·安托万的行动，1806年，他被封為貝內文托親王，在意大利南部的前教宗封地。在1815年前，塔列朗擁有這個稱號並同時管理公國與其他的工作。
1805年，塔列朗反對在普雷斯堡和約中粗暴的對待奧地利以及在1807年的提爾西特條約中粗暴的對待普魯士。1806年，《普雷斯堡和約》簽訂後，他就像在1803年主導德國教會的世俗化運動，從德國土地的重組獲利頗豐，這一次是進入萊茵邦聯。然後，在《提爾西特條約》談判過程中，他被完全排除。普魯士路易絲皇后她著名的懇求拿破崙饒恕她的國家失敗後，塔列朗安慰哭泣的普魯士皇后。使他在法蘭西以外的歐洲國家精英階層中獲得了好名聲。

## 塔列朗與拿破崙決裂
塔列朗已經厭倦他不太信任的主公，認為「拿破崙不斷播下新戰爭的種子，而這些新戰爭在席捲歐洲和法國之後，終將導致他本人的毀滅。」在1807年8月10日辭去外相職務，但皇帝將他留在法蘭西最高行政法院。他不贊成拿破崙在西班牙先發制人的行動，這導致了1808年開始曠日持久的半島戰爭。在1808年9到10月的埃爾福特會議，塔列朗私下勸告沙皇亞歷山大一世。沙皇對拿破崙的態度是猶豫的反對者之一。塔列朗與俄羅斯君主修好，指責拿破崙企圖形成直接對抗奧地利的軍事同盟。拿破崙還預期塔列朗會幫助說服沙皇接受他的建議，並從未發現塔列朗正在暗中進行此般背骨的計劃。
塔列朗於1807年從外交部辭職後，開始接受來自敵對國家的賄賂（主要是奧地利，還有俄羅斯），出賣國家情報。 1808年，西班牙戰爭陷於膠著，拿破崙前往督戰而斷了音信。塔列朗和約瑟夫·富歇原本是政敵，也是沙龍辯論中的敵人，他們在1808年後期達成了和解，並對繼承人展開討論，因為拿破崙當時還沒有子嗣，可行方案是以拿破崙的妹夫若阿尚·繆拉元帥來代替他。即使塔列朗相信拿破崙的好戰會導致法國的毀滅，但他也明白權力和平過渡的必要性，塔列朗和富歇都知道，如果沒有合法的繼承人，拿破崙去世後將爆發內戰。窺伺君位犯了拿破崙的大忌，拿破崙得知他們的密謀，一怒之下1809年1月中旬星夜回到巴黎，並在將領們面前發表著名的訓斥，名句是“處理他就像打破一個杯子，但不值得我動手”，並用輕蔑的語氣指責塔列朗是「穿著絲襪的狗屎」，當拿破崙離開後，大臣冷冷地反駁道，“遺憾，這樣的大人物，講了這麼沒家教的話！”
1809年擊敗第五次反法同盟後，塔列朗再次反對法國進一步粗暴的對待奧地利。1812年，他也反對俄法戰爭。1813年底，拿破崙又拜塔列朗為外相，希望塔列朗來斡旋歐洲列強，但塔列朗已經預見拿破崙的敗象，所以堅不奉詔，1814年4月1日，塔列朗在巴黎率領法國參議院建立一個臨時政府，並自命為主席。4月2日，參議院以皇帝的退位法正式廢除了拿破崙；由4月11日，它已批准了《楓丹白露條約》並通過了新憲法重新建立了波旁王朝。

## 波旁王朝復辟
1814年4月，路易十八成功了繼承了拿破崙法蘭西皇帝，塔列朗是波旁王朝復辟關鍵的策應者之一，雖然他反對訂定路易統治新的1814年憲章。塔列朗是法蘭西在維也納會議的首席談判代表，並在同一年，他簽署了巴黎條約。部分原因是由於他的口才及外交技能，該條約的條款均明顯寬大對待法蘭西。當代表會議開幕時，有權力做出決定的僅限於四個國家：奧地利，大不列顛及愛爾蘭聯合王國，普魯士和俄羅斯。法蘭西和其他歐洲國家都被邀請參加，但對過程沒有影響力。塔列朗迅速成為了眾小國的領導者，並要求允許參與決策的過程。塔列朗在得到西班牙的代表，佩德羅·戈麥斯·拉布拉多侯爵的支持，進行良好的外交活動運作後，四個權力核心最終允許法蘭西和西班牙加入決策密室的由會議。一段時間後，由於拉布拉多侯爵的無能及西班牙式空想議題的自然結果，西班牙被排除了，但法蘭西的塔列朗被允許參加，直到會議最後的結束。俄羅斯和普魯士在代表會議尋求擴大自己的領地。俄羅斯要求吞併已被俄羅斯軍隊佔領的波蘭，儘管法蘭西，奧地利和聯合王國不同意，這要求最終還是被滿足。奧地利是怕將來與俄羅斯或普魯士和聯合王國的衝突而反對他們的擴張，塔列朗設法利用反法聯盟間的這些矛盾而獲取利益。1815年1月3日，密約由法國的塔列朗，奧地利的梅特涅和聯合王國的卡斯爾雷子爵共同簽署。通過這個正式的防禦同盟秘密條約， 這三個大國同意在必要時使用武力“擊退侵略”並保障“國家的安全和獨立” ，不言而喻的就是針對俄羅斯和普魯士。該協議有效地分解終結了反法聯盟。
塔列朗已成功建立一個平衡各方勢力的中間位置，得到了來自其他國家的一些利益，以換取他的支持：法蘭西回歸到1792年的邊界不必賠償，同時法蘭西接管了教宗的亞維儂，蒙貝利亞爾和萨尔姆城邦，這些在1789年法蘭西大革命開始時，就一直是獨立的。後來的爭論哪種結果會對法蘭西更有利：塔列朗希望允許普魯士吞併部分的薩克森自由邦或萊茵省。第一個選項會使普魯士遠離法國，但將也還需要更多的反對。一些歷史學家認為，塔列朗外交運作建立了第一次世界大戰的分割線，特別是因為它允許普魯士向西萊茵河吞噬德意志小國。同時這是第一次讓普魯士軍隊安置在法蘭西-德意志的邊境；也使普魯士在領土，人口條件上成為德意志最大的力量而且有魯爾區和萊茵蘭的工業；並最終幫助在普魯士王位之下建立德意志帝國鋪平了道路。然而，在那時塔列朗的外交被認為是成功的，因為它除去法蘭西被勝利者分割的威脅。塔列朗還設法加強自己在法蘭西的地位，極端保皇派拒絕，前“革命份子”和“殺害昂吉安公爵路易·安托万的兇手”成為皇家內閣。1815年拿破崙返回法蘭西，在百日皇朝後 ，他再次失敗，塔列朗的外交勝利也反轉了；第二次和平解決方案是明顯缺乏寬容，1815年9月26日制訂的和約草案，須付出賠款七億法郎，外加對私人賠償二億四千萬法郎；同盟軍十五萬人佔領法國東北部海陸要塞三至五年；法國還得歸還從別國掠奪來的藝術品。會議的任務已經結束這是法蘭西的幸運。同年9月，既是因第二個條約或也是在法蘭西對手的壓力下，塔列朗辭職了。
接下來的十五年裡，他界定自己“元老”的角色，在場邊保持關注和針砭。然而當奧爾良王朝的路易-菲利普一世在1830年七月革命後取代波旁王朝的查理十世成為法蘭西國王，塔列朗同意出使聯合王國，他由1830年到1834年擔任這個職務，他努力加強奧爾良王室的合法性，並提出瓜分計劃確立了比利時的獨立。

## 私生活

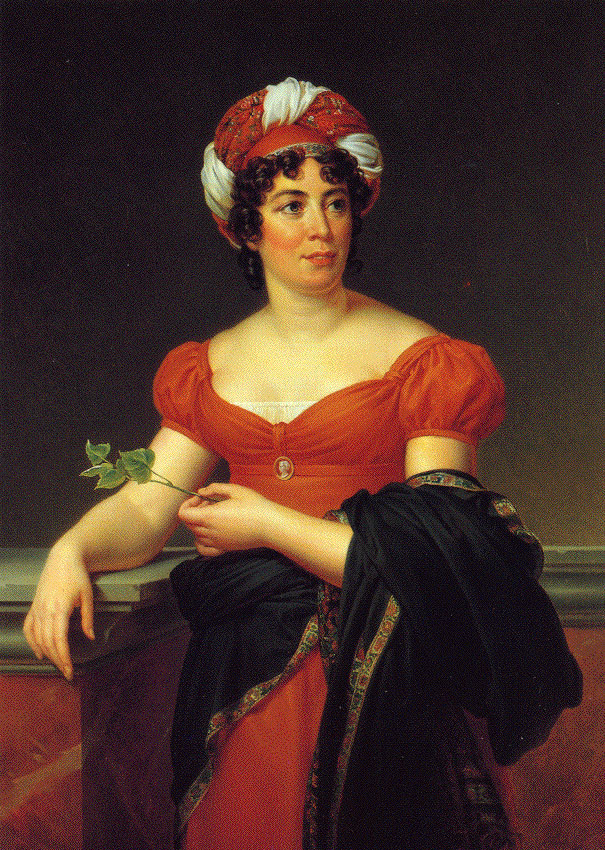
热尔梅娜·德·斯塔尔夫人1810年弗朗索瓦·热拉尔繪製

塔列朗的名聲為驕奢淫逸及好色之徒。他沒有婚生子女，但他可能有私生子。他已經被認定可能的四個孩子：夏尔·約瑟夫，普遍認為是塔列朗的私生子。畫家歐仁·德拉克羅瓦也傳言是塔列朗的兒子，雖然歷史學家萊昂·諾埃爾探討過，懷疑這個論點；“神秘的夏洛特” ，他未來妻子卡特琳·格朗的女兒，可能也是他的；和波利娜·德·塔列朗-佩里戈爾表面上是他姪子埃德蒙·德·塔列朗-佩里戈爾和多罗特娅·冯·比龙的女兒。這四個私生子，只有第一個被所有的歷史學家確信。然而，近年來法國歷史學家埃馬紐埃爾·德·瓦雷基耶尔找到許多塔列朗和波利娜·德·塔列朗-佩里戈爾之間有可信度的父女聯繫，他稱呼她為“我親愛的米內特”。
貴族婦女是塔列朗政治策略的重要組成部分。热尔梅娜·德·斯塔尔被推測是他的情人，他們相對彼此都有很大的影響力。雖然他們的人生觀非常不一樣，她浪漫，他非常冷靜。她對他的協助很重要，最主要的功績是遊說督政府的保羅·巴拉斯允許塔列朗從他流亡的美國返回法國，然後讓他做外交部長。
卡特琳·格朗在印度出生，她娘家的名叫沃尔莱（Worlée），1778年16歲時和英格蘭胡格諾派的公務員喬治·弗朗索瓦·格朗（George-François Grand）結婚，不久就外遇離婚回到倫敦。她在18世紀80年代，她移居巴黎成為有艷名的交際花和塔列朗同居，引起了各國駐法大使夫人的反感，她們拒絕出席法國外交大臣主辦的舞會。拿破崙耳聞，迫使他在1802年正式結婚確定婚姻關係。她於1834年去世後，塔列朗和他侄子離婚的妻子多罗特娅·冯·比龙住在一起。
塔列朗的受賄是有名的；舊政權的傳統，他認為該按他執行公職的表現付費的——這是否可以被適當地稱為“賄賂”是可公開討論的。例如，在德國教會的世俗化運動，德意志小國的合併，一些德意志的統治者和精英付費給他以保有他們的財產或擴大他們的領土。他請求付費開啟與美國政府的談判，就不成功，造成一場外交災難（稱為XYZ事件）。他的對歐外交成功和對美外交失敗之間的差異說明了他的外交堅定建立在法軍對德意志各州是一個觸手可及並具威脅的可怕力量，但缺乏後勤基地更因為英國皇家海軍具有海洋的優勢對美國一點都沒有威脅。拿破崙戰敗後，他撤回對“貝內文托親王”頭銜的請求，而是終生獲封為塔列朗公爵與“塔列朗王子”的尊稱，他分居的妻子也享有這稱號。
傳記作者菲利普·齊格勒描述他是一個“狡猾並奸巧的範本”和“莊嚴而表裡不一的傢伙”， 塔列朗是一個偉大的溝通高手，美食家和葡萄酒鑑賞家。從1801年至1804年，他擁有波爾多的歐波里翁酒莊。他雇用法蘭西著名大廚马里-安托万·卡雷姆，第一等名廚之一被稱為“大廚的國王和國王的大廚”，據說塔列朗每天花一個小時測試他。1812年購賣他在協和廣場的巴黎居住，並於1838年出售給雅姆·马耶尔·德·羅斯柴爾德，現址是美國駐法國大使館。
塔列朗一直被視為叛徒，因為他對繼任政權的支持，其中一些是相互敵對的。據法國思想家西蒙娜·韋伊，對他的忠誠批評是沒有根據的，因為塔列朗不是如過去所說的服務於每一個政權，但在現實中“法蘭西在每個政權裡面”。
當塔列朗接近生命盡頭，教他年輕的孫女簡單的祈禱時，再次對天主教感興趣。在他的最後時刻，费利克斯·杜庞卢神甫來到塔列朗面前，並基於他的利益塔列朗進行懺悔並接受病人傅油聖事。當神甫試圖塗油到塔列朗的手掌，他翻轉他的手致使神甫塗油在他的手背，因為他曾是一個主教。他在神甫的面前，簽署一個莊嚴的聲明，他直率的撇清責任“這些大的錯誤…..曾經困擾和折磨天主教，使徒和羅馬教會，並且他自己也不幸曾經陷於其中。” 他亡故於1838年5月17日被安葬在在他的瓦朗赛城堡附近的聖母院教堂。  
如今，當以外交藝術說話的時候，“他是一個塔列朗”的詞句，是用來形容偉大的機智且有手段的政治家。

## 軼事
- 1797年，一個廣為散播的謠傳，大不列顛國王喬治三世去世了。一位銀行家，希望能夠得到內幕消息獲利，面見塔列朗打探。塔列朗順勢回答，“當然，如果我給的情報對你有任何用途，我會很高興。” 銀行家屏息聽到塔列朗繼續說道：“有人說，英國國王死了；別的其他人，說他沒死：對我自己而言，兩種說法我都不相信。我有信心告訴你這些，但我依靠你的自由裁量權。”

- 西班牙大使（法语：Ambassade d'Espagne en France）對塔列朗抱怨他外交信件封條被打開的事件。塔列朗回答說，“我敢打賭我應可以猜到事情是如何發生的。我相信你的急件信一定是被一些希望知道內文為何的人打開的。”

- 热尔梅娜·德·斯塔尔的小說《德爾菲娜（英语：Delphine (novel)）》將塔列朗影射描繪為一個老女人，而她自己作為女主角。和斯達爾夫人見面時，塔列朗說，“他們告訴我，我們兩個人在你的小說，我們都成為女性的化身。”  [19]

- 塔列朗對他在睡覺時墜床有病態的恐懼。為了防止這種情況，他有他的床墊中心是凹陷的。更進一步的安全措施，他一次戴着14個柔軟的棉布帽，經由“一種頭飾”固定在一起。[20]

- 第六次反法同盟軍隊進入巴黎，塔列朗的豪宅接待沙皇亞歷山大。後來，他的臥室變成了臨時政府的統治中心。這對主人是溫暖的，實際上這是相當平常的在個人的臥室處理重要事件，然而服務員不得不在夜晚站立於寒空中。

- 在聽到土耳其大使的死亡，塔列朗應該說過“我不知道他這樣是意味着什麼？”更常見的說法是，這段話是梅特涅在1838年，奧地利的外交官，聽到塔列朗死亡時說的。[21]

- 巴黎被盟軍佔領時，普魯士布呂歇爾將軍想摧毀耶拿橋， 這橋是紀念1806年法蘭西戰勝普魯士的耶拿戰役命名的。巴黎行政長官竭盡所能來改變布呂歇爾的心意，都沒有成功，最後去請塔列朗寫一封信給將軍要求他不要摧毀的橋樑。塔列朗卻寫信給身在巴黎的沙皇亞歷山大，請求他親自以“軍事學院橋”（Pont de l'École militaire）的新名稱舉行橋的命名儀式授予巴黎人民。沙皇接受，布呂歇爾就不能去摧毀一個盟友舉行命名儀式的橋樑。路易-菲利普一世時，橋的名字又改回到原來的。

- 在曼徹斯特東區的莱文舒姆（英语：Levenshulme）被稱為塔列朗。成為當地的傳統，他在1792年至1794年住在那裡。

## 圖庫

塔列朗的纹章
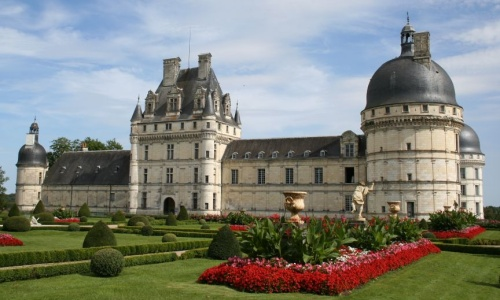
瓦朗赛城堡
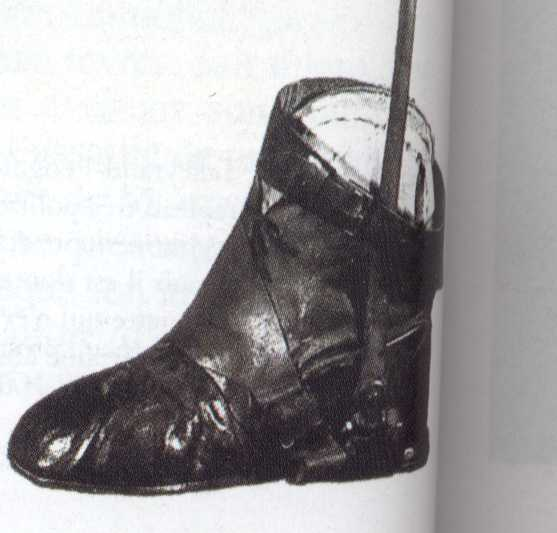
塔列朗著名的矫形鞋，今藏于瓦朗赛城堡
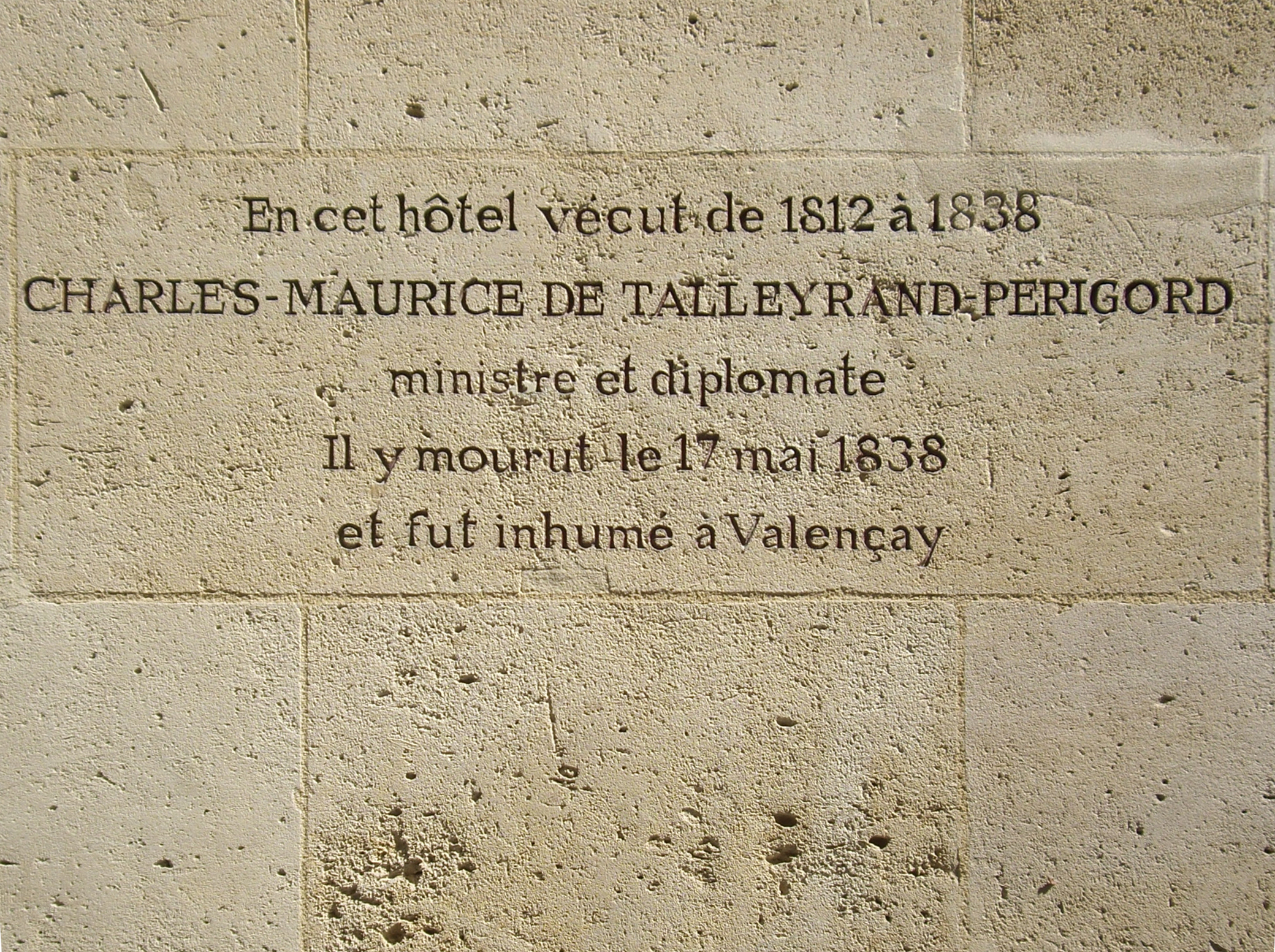
圣弗洛朗坦酒店（法语：Hôtel de Saint-Florentin）墙上的铭文，塔列朗从1812年到1838年5月17日去世一直住在这里。

## 註解
1. ↑  Lacour-Gayet, Georges. . Payot. : 827. ISBN 2228886928 请检查|isbn=值 (帮助).
2. ↑  Royot, Daniel (2007). Divided Loyalties in a Doomed Empire. University of Delaware Press, ISBN 978-0-87413-968-6, p. 138 （页面存档备份，存于）: "Charles Maurice de Talleyrand-Périgord was the essence of the metamorphic talent inherent in French aristocracy. The so-called Diable boiteux (lame devil), born in 1754 was not fit for armed service."
3. ↑  Emmanuel de Waresquiel, Talleyrand. Le prince immobile, Paris, Fayard, 2004, p. 31.
4. ↑  "il est admis, ... en 1770, au grand séminaire de Saint-Sulpice": http://www.talleyrand.org （页面存档备份，存于）
5. ↑  . Catholic University of America Press. 1999  [2016-07-02]. （原始内容存档于2016-05-07）.
6. ↑  . Samuel F. Scott and Barry Rothaus, eds., Historical Dictionary of the French Revolution 1789–1799 (vol. 2 1985), pp 928–32, online
7. ↑  .   [29 September 2014].
8. ↑  Palmer, Robert Roswell; Joel Colton.  8. New York: Knopf Doubleday Publishing. 1995: 419. ISBN 978-0-67943-253-1.
9. ↑  Duff Cooper: Talleyrand, Frankfurt 1982. ISBN 3-458-32097-0
10. ↑  Lawday, David. . New York: St. Martin's Press. 2007. ISBN 0-312-37297-3.
11. ↑  .   [2016-07-22]. （原始内容存档于2016-08-18）.
12. ↑  Traité sécret d'alliance défensive, conclu à Vienne entre Autriche, la Grande bretagne et la France, contre la Russie et la Prussie, le 3 janvier 1815
13. ↑  Bernard, p. 266, 368 fn.
14. ↑  The Shield of Achilles: War, Peace, and the Course of History by Philip Bobbitt (2002), chp 21
15. ↑  J.A.Gere and John Sparrow (ed.), Geoffrey Madan's Notebooks, Oxford University Press, 1981, at page 12
16. ↑  Simone Weil. . Routledge. 2002: 110. ISBN 0-415-27102-9.
17. ↑  Talleyrand's short biography （页面存档备份，存于）in Napoleon & Empire website, displaying photographs of his castle of Valençay and of his tomb
18. ↑  
  - Gérard Robichaud, Papa Martel, University of Maine Press, 2003, p.125.
  - Parliamentary Debates (Hansard), H.M. Stationery Off., 1964, p.1391
19. ↑  On me dit que nous sommes tous les deux dans votre roman, déguisés en femme.
20. ↑  André Castelot (1980), Talleyrand ou le cynisme, from the Mémoires (1880) of Claire de Rémusat, lady-in-waiting to Empress Marie-Louise.
21. ↑  Brooks, Xan. . The Guardian (London). 1 January 2009  [28 April 2010]. （原始内容存档于2012-04-11）.

## 延伸閱讀

### 傳記
- Bernard, J.F. . New York: Putnam. 1973. ISBN 0-399-11022-4.; major scholarly biography
- Brinton, Crane.  Lives of Talleyrand (1936), 300pp scholarly study
- Cooper, Duff. . New York: Harper. 1932. ISBN 0802137679.
- Ferraro, Guglielmo. The Reconstruction of Europe: Talleyrand and the Congress of Vienna, 1814–1815 (1941)
- Lawday, David. . London: Jonathan Cape. 2006. ISBN 978-0-224-07366-0.
- Orieux, Jean. Talleyrand: The Art of Survival (1974) 677pp; scholarly biography
- Pflaum, Rosalynd. Talleyrand and His World (2010), popular biography
- Sked, Alan. "Talleyrand and England, 1792–1838: A Reinterpretation," Diplomacy & Statecraft (2006) 17#4 pp 647–664.

### 學術研究
- Esdaile, Charles. Napoleon's Wars: An International History, 1803–1815 (2008); 645pp, a standard scholarly history
- Godechot, Jacques; Béatrice Fry Hyslop; David Lloyd Dowd;  et al. . Holt, Rinehart and Winston. 1971  [2016-07-02]. （原始内容存档于2016-05-15）.
- Ross, Steven T. European Diplomatic History, 1789–1815: France Against Europe (1969)
- Schroeder, Paul W.  The Transformation of European Politics 1763–1848 (1994) 920pp; online; advanced analysis

### 史學著作
- Moncure, James A. ed. Research Guide to European Historical Biography: 1450–Present (4 vol 1992); 4:1823–33

### 非英語類
- Potocka-Wąsowiczowa, Anna z Tyszkiewiczów. . Warsaw, PL: PWN. 1965.
- Waresquiel, Emmanuel de. . Paris: Fayard. 2003. ISBN 2-213-61326-5.
- Tarle, Yevgeny. . Moskow. 1939.

## 外部連結
- Charles Maurice de Talleyrand Perigord 1754–1838
- Career of Mme Grand, Talleyrand's wife （页面存档备份，存于）
- Bishop Charles Maurice de Talleyrand Perigord, Catholic Hierarchy website （页面存档备份，存于）
- Talleyrands letters and dispatches translated into English
- Painting of Charles Maurice de Talleyrand-Périgord by Baron Gérard at the Metropolitan Museum of Art （页面存档备份，存于）
- prince de Bénévent Charles Maurice de Talleyrand-Périgord的作品  - 古騰堡計劃
- 互联网档案馆中夏尔·莫里斯·德塔列朗-佩里戈尔的作品或与之相关的作品

| 天主教會職銜                               | 天主教會職銜                                            | 天主教會職銜                                                |
| ------------------------------------------ | ------------------------------------------------------- | ----------------------------------------------------------- |
| 前任者： 皮埃爾-路易·德·拉羅什富科-巴耶    | 法国神职人员总代表 1780–1785 與托马·德·布瓦热兰同時在任 | 繼任者： 弗朗索瓦-格扎维埃-马克-安托万·德·孟德斯鸠-费藏萨克 |
| 前任者： 路易·德·雅朗特·德·塞纳斯·多热瓦尔 | 法国神职人员总代表 1780–1785 與托马·德·布瓦热兰同時在任 | 繼任者： 路易·马蒂亚斯·德·巴拉尔                            |
| 前任者： 伊夫-亚历山大·德·马尔伯夫         | 天主教歐坦教區主教 1788–1791                            | 繼任者： 让-路易·古特                                       |
| 官衔                                       |                                                         |                                                             |
| 前任者： 让-格扎维埃·比罗·德·皮西          | 國民議會議長 1790                                       | 繼任者： 弗朗索瓦-格扎维埃-马克-安托万·德·孟德斯鸠-费藏萨克 |
| 前任者： 艾蒂安·厄斯塔什·布吕克斯          | 法國海軍和殖民部長 1799                                 | 繼任者： 马克-安托万·布尔东·德·瓦特里                       |
| 前任者： 夏尔-弗朗索瓦·德拉克鲁瓦          | 法國外交部部長 1797–1799                                | 繼任者： 夏爾·弗雷德里克·雷纳尔                             |
| 前任者： 夏爾·弗雷德里克·雷纳尔            | 法國外交部部長 1799–1807                                | 繼任者： 让-巴蒂斯特·德·农佩尔·德·尚帕尼                    |
| 新頭銜                                     | 法蘭西第一帝國宮廷侍衛長 1804–1814                      | 廢止                                                        |
| 前任者： 安托万·勒内·夏尔·马蒂兰           | 法國外交部大臣 1814–1815                                | 繼任者： 阿爾芒·奧古斯丁·路易·德科蘭古                      |
| 前任者： 路易·皮埃爾·愛德華                | 法國外交部大臣 1815                                     | 繼任者： 黎塞留公爵                                         |
| 新頭銜                                     | 法國首相 1815                                           | 繼任者： 黎塞留公爵                                         |
| 統治者頭銜                                 |                                                         |                                                             |
| 前任者： 羅貝爾·吉斯卡爾                   | 貝內文托親王 1806–1815                                  | 廢止                                                        |
| 外交職務                                   |                                                         |                                                             |
| 新頭銜                                     | 埃爾福特會議代表 1812                                   | 廢止                                                        |
| 新頭銜                                     | 維也納會議代表 1814–1815                                | 廢止                                                        |